# ステーキアンドオイスターパイ
ステーキ・アンド・オイスター・パイ（英語: steak and oyster pie）は、牛肉と牡蠣を使ったパイで、伝統的なヴィクトリア式のイギリス料理。ビーフ・アンド・オイスター・パイ（英語: beef and oyster pie）とも呼ばれる。オーストラリアやニュージーランドでも知られている。
アイルランドでは、バリーマロエ・ハウスにおいて、バリーマロエ料理学校の古典料理として調理されてきた。
アメリカ合衆国では、バージニア州ノーフォークの郷土料理であり、ネック、トモバラ、モモ肉、ランプが用いられている。ダッチオーブンでゼラチン状になるまでゆっくりと調理する。
ステーキ・アンド・オイスター・パイは、ブラフオイスターが用いられ、エールやスタウトのようなアルコール飲料が調理に使われる。イギリスの料理人Rick Steinは、ギネスのビールで調理する。

## 脚註
1. ↑  Vallely, Paul (2010年9月18日). “Shucks!: Why British oysters are off the menu - Features - Food & Drink”.   The Independent. 2012年8月4日閲覧。
2. ↑  “On oysters: The British origin of a robust American tradition from Oystermania and A Riverine Expedition”.   British Food in America. 2012年8月4日閲覧。
3. ↑  https://news.google.com/newspapers?id=wOZVAAAAIBAJ&sjid=c-EDAAAAIBAJ&pg=3402,3958821&dq=steak-and-oyster-pie&hl=en
4. ↑  “Steak and Oyster Pie”.   Spectacularly Delicious (2011年3月8日). 2012年8月4日閲覧。
5. ↑  “Mostly Food Journal - Cookbook Review - A Year at Ballymaloe”.   Mostlyfood.co.uk (2010年7月31日). 2012年7月31日閲覧。
6. ↑  “Beef and Oyster Pie”.   Dinner Diary. 2012年8月4日閲覧。
7. ↑  Michael Caines (1970年1月1日). “Food - Recipes : Beef, oyster and ale pie”.   BBC. 2012年8月4日閲覧。